# جان ایگن
جان ایگن (۲۰ اکتبر ۱۹۹۲) یک بازیکن فوتبال اهل ایرلند است. وی برای باشگاه فوتبال شفیلد یونایتد بازی می‌کند.